# Wapen van Schouwen-Duiveland

Wapen van Schouwen-Duiveland

Het wapen van Schouwen-Duiveland is bij Koninklijk Besluit van 17 januari 1997 verleend aan de gemeente Schouwen-Duiveland. Het is gebaseerd op de wapens van de voormalige eilanden Schouwen en Duiveland en bevat elementen van de wapens der gemeenten waaruit Schouwen-Duiveland op 1 januari 1997 werd gevormd. De officiële heraldische beschrijving luidt:
"In goud een meerman en een meermin van natuurlijke kleur, met een staart van sinopel, half toegewend en elkaar de hand reikend, komende uit een golvende schildvoet, golvend doorsneden van vier stukken, azuur en zilver; een schildhoofd gedeeld en ingehoekt van één stuk en twee halve stukken van zilver in sabel. Het schild gedekt met een gouden kroon van drie bladeren en twee parels en gehouden door twee leeuwen, rechts van sabel en links van keel."

## Achtergrond
In het schild staan in goud een meerman en meermin van natuurlijke kleur met een staart van sinopel (groen), opkomend uit golven van azuur (blauw) en zilver, afkomstig uit het wapen van Schouwen. De geren van zilver in sabel (zwart) in het schildhoofd komen uit het wapen van Duiveland. Het schild wordt gedekt door een gouden kroon met drie bladeren en twee parels, zoals de wapens van Duiveland, Middenschouwen en Westerschouwen deze hadden.
De schildhouders zijn twee leeuwen, afkomstig uit de wapens van de twee steden in de gemeente. De leeuw van sabel komt uit het wapen van Zierikzee, de leeuw van keel (rood) uit dat van Brouwershaven.

## Vergelijkbare wapens

Heerlijkheidswapen Schouwen
Het wapen van Waterschap Schouwen-Duiveland
Het wapen van Botland
Het wapen van Bruinisse
Het wapen van Duiveland
Het wapen van Nieuwerkerk
Het wapen van Oosterland
Het wapen van Ouwerkerk
Het wapen van Sirjansland
Het wapen van Brouwershaven
Het wapen van Zierikzee
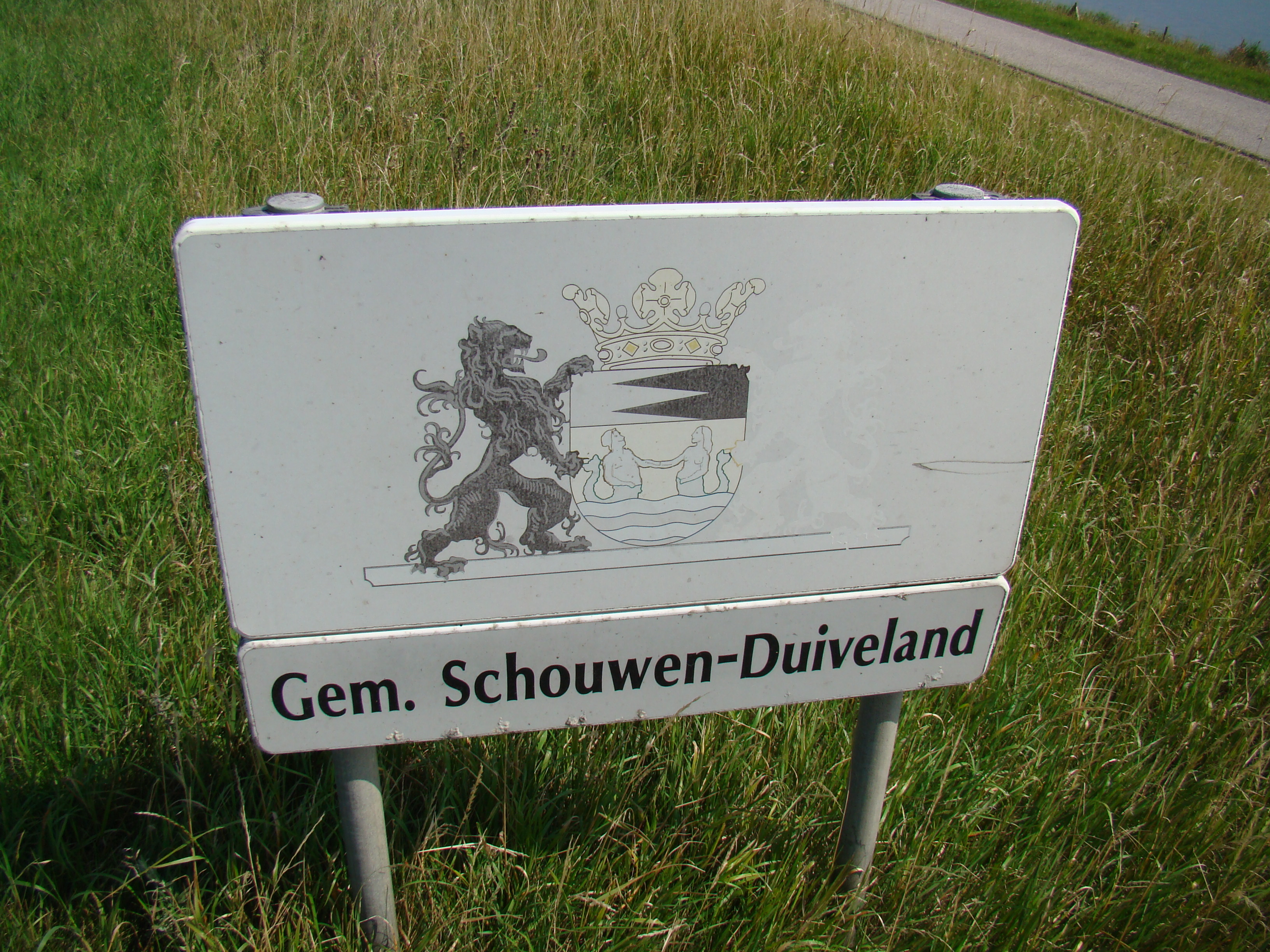
Het wapen op een verweerd entreebord